# Astyanax multidens
Astyanax multidens är en fiskart som beskrevs av Eigenmann, 1908. Astyanax multidens ingår i släktet Astyanax och familjen Characidae. Inga underarter finns listade.